# 2e cérémonie des St. Louis Film Critics Association Awards
La 2e cérémonie des St. Louis Film Critics Association Awards, décernés par la St. Louis Film Critics Association, a eu lieu le 8 janvier 2006. Ils ont été attribués pour des films sortis avant le 31 décembre 2005.

## Palmarès

### Meilleur film
- Le secret de Brokeback Mountain (Brokeback Mountain)
  - Match Point

### Meilleur réalisateur
- Woody Allen pour Match Point

### Meilleur scénario
- Match Point – Woody Allen

### Meilleurs effets visuels / spéciaux
- Pirates des Caraïbes : Le Secret du coffre maudit (Pirates of the Caribbean : Dead Man's Chest)
  - Banlieue 13
  - Superman Returns
  - V pour Vendetta